# 城戸崎博孝
城戸崎 博孝（きどさき ひろたか、1942年 - ）は、日本の建築家。東京都出身。建築同人組織「アーキテクトファイブ」創設メンバーの一人。

## 略歴
- 1966年　日本大学理工学部建築学科卒業
- 1966年-1975年　松田平田設計事務所勤務
- 1977年　イギリス・シェフィールド大学大学院修士課程修了
- 1979年-1993年　丹下健三・都市・建築設計研究所勤務
- 1993年　アーキテクトファイブ共同主宰
- 2000年　城戸崎建築研究室設立

## 代表作
- 平山郁夫寂静庵　-

　-2006年グッドデザイン賞
　-日本建築家協会優秀建築選2006
　-日本建築学会作品選集2010
- 軽井沢 旗生邸

　-日本建築家協会優秀建築選2006
- 竹川病院/ケアセンターけやき

　-日本建築家協会優秀建築選2007
　-BEST STORE OF THE YEAR 第16回優秀賞受賞
　-日本建築学会作品選集2009
- 高台の家

　-日本建築家協会優秀建築選2009

## 系譜
城戸崎家
```
  
早川智寛　　　　
　　┃　　　　　
　　┃　　　
　　┃　　　　　
　　┃　　　　　
　　┣━━━━早川種三
　　┃　　　　　　　　　　　　　　　　┏女
　　┃　　　　　　　　　　　　　　　　┃　　　　　　　　安倍晋三
　　┃　　　　　　　　　　　　　　　　┃松崎昭雄　　　　　┃
　　┃　　　　森永太一郎━森永太平━━┫　┣━━━━━━昭恵
　　┃　　　　　　　　　　　　　　　　┣恵美子
　　┃　　　　　　　　　　　　　　　　┃
　　┃　　　　　　　　　　　　　　　　┗森永剛太
┏長子　　　　　　　　　　　　　　　　　　┃
┃　　　　　　　　　　　　　　　　　　┏孝代
┃　　　　　　　　　　　　城戸崎武━━┫
┃　　　　　　┏戸田直温　　　　　　　┗城戸崎博孝
┃　　　　　　┃　　　　　　　　　　　　　　┃
┃　　　　　　┣戸田良直　岩間和夫　　　┏裕子
┃　　　　　　┃　　　　　　┣━━━━━┫
┗戸田鋭之助━┻収子　　┏菊子　　　　　┗岩間紀夫
　　　　　　　　┃　　　┃
　　　　　　　　┃　　　┣盛田正明
　　　　　　　　┣━━━┫
　　　　　　　　┃　　　┣盛田和昭
　　　　　　　　┃　　　┃
　　　　盛田久左衛門　　┗盛田昭夫
　　　　　　　　　　　　　　┃　　　┏盛田英夫
　　　　　　　　　　　　　　┣━━━┫
　　　　　　　　　　　　　　┃　　　┗盛田昌夫
　　　　　　亀井豊治━━━━良子

```

## 関連人物
- 古市徹雄
- 松岡拓公雄
- 川村純一
- 堀越英嗣